# Bagauder
Fra det 3. århundrede brugtes betegnelsen bagaudae (eller bacaudae) i Romerriget om lokale oprørsgrupper, fortrinsvis i de provinser, der i dag indgår i Frankrig og Spanien. Fænomenet fortsatte til det Vestromerske riges sammenbrud i det 5. århundrede.

## Oprindelse og betydning
Historikeren Peter Brown skriver, at navnet formentligt kommer fra det keltiske baga ("kriger"). I Salmonsens Konversationsleksikon brugte Kristian Erslev definitionen "de galliske bønder, der rejste opstand under kejser Diocletian ...". Den franske historiker Jean Trithemié havde en meget nationalistisk tolkning af begrebet. Han argumenterede for, at bagauder var et udtryk for national identitet blandt de galliske bønder, der søgte at frigøre sig fra den romerske undertrykkelse, og i stedet opnå de evige franske værdier: Frihed, lighed, og broderskab.
Peter Brown har imidlertid konstateret, at historikerne er på usikker grund, når begrebet skal defineres:
| Citat | Vi ved ikke engang, om en bacaudae var en person eller en begivenhed - som Fronden i det 17. århundredes Frankrig. Vi ved heller ikke, om det var en begivenhed knyttet til byer (måske svarende til en skatte-revolte), eller en bevægelse, der udelukkende var baseret på landet, hvilket de fleste forskere antager. | Citat |
|       | |       |

## Opstande
Bagauderne blev første gang registreret af det romerske imperium omkring 284, og nedkæmpelsen gik i gang med det samme. I 286 var bondeopstanden knust af kejser Maximian og hans general Carausius - efter ordre fra kejser Diocletian. Lederne hed Amandus og Aelianus, og historikeren E.M. Wightman har gættet på, at der var tale om to gallisk-romerske jordejere, der havde anstiftet oprør i protest mod den hårde beskatning af jord, høst og arbejdskraft, der blev gennemført af Romerrigets ihærdige skatteopkrævere.
I 360 hørte man igen om bagauder, denne gang beskrevet af historikeren Aurelius Victor.
Bagauderne var aktive igen i det nordlige Gallien i 435 og blev nedkæmpet i 437 og igen i 448, og der var opstande i Spanien i 441, 443, 449 og 454. Hver gang blev disse "statsfjender" og "selvmorderiske rebeller" sat grundigt på plads. Brown er ikke i tvivl om, at de var romerske borgere, hvorimod de soldater, der nedkæmpede dem, ofte var "barbariske" lejetropper.